# Platychiton brunneus
Platychiton brunneus är en insektsart som beskrevs av Max Beier 1960. Platychiton brunneus ingår i släktet Platychiton och familjen vårtbitare. Inga underarter finns listade i Catalogue of Life.